# Сукре (држава Венецуеле)
Сукре (шп. Estado Sucre),  једна је од 23 државе у Боливарској Републици Венецуели. Главни и највећи град је Кумана. Ова савезна држава покрива укупну површину од 11.800 км ² и има 975.814 становника (2011).
Држава Сукре се налази у Источном региону.

## Галерија
- Плажа Медина у Сукреу
- Плажа Кумана